# 팔랑스테르

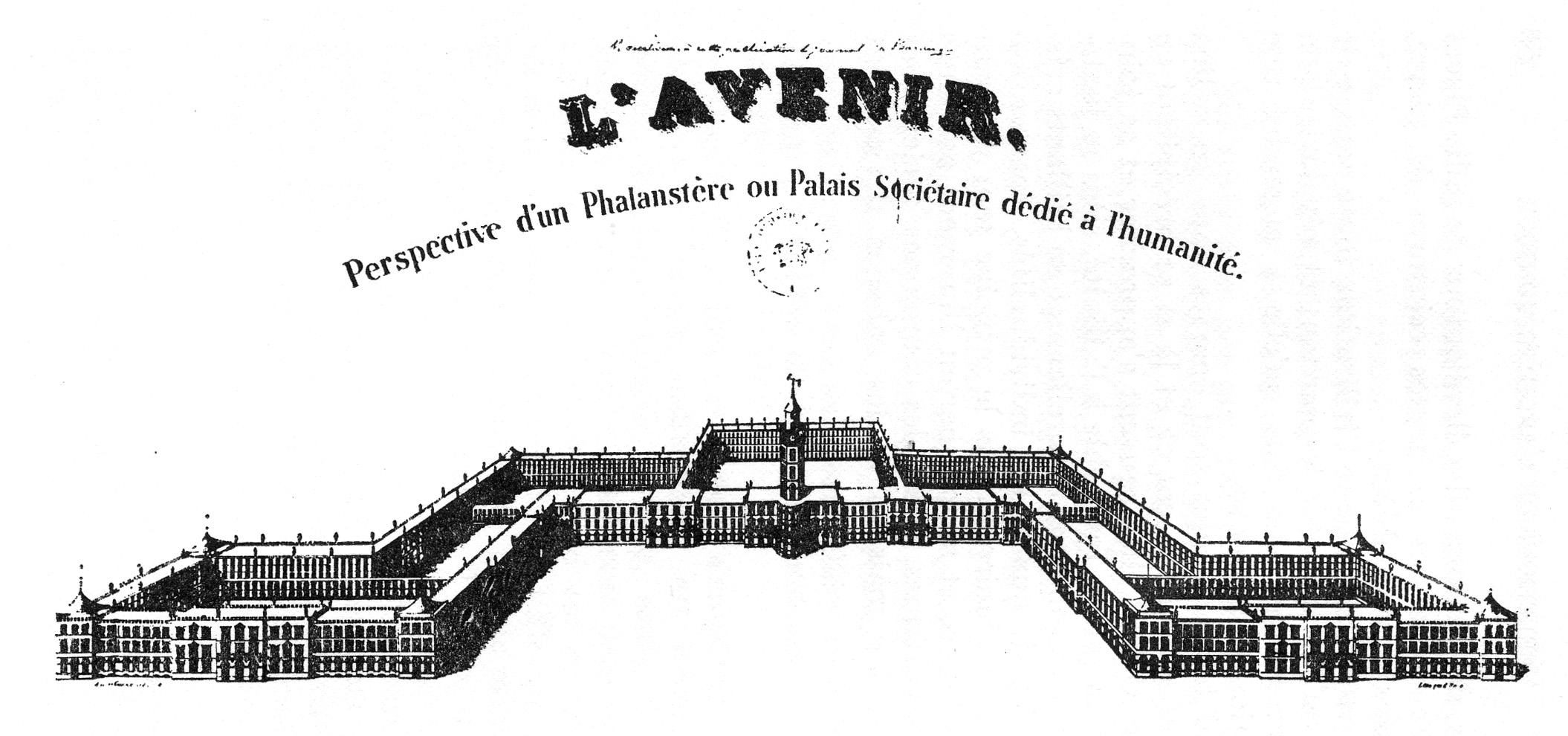

팔랑스테르(프랑스어: phalanstère, 영어: phalanstery)는 19세기 초 샤를 푸리에가 제안한 자급자족적 유토피아 공동체건물로, 500명-2000명의 사람들이 거주하면서 상부상조하는 체제를 만드는 것을 목표로 했다.
그 이름은 팔랑크스(phalanx, 팔랑헤와 어원이 같다)와 모나스테르(프랑스어: monastère, 수도원)의 합성어다.